# Georg Wenker
Georg Wenker (né le 25 février 1852 à Düsseldorf; † 17 juillet 1911 à Marbourg) est un pionnier allemand de la cartographie linguistique.

## Biographie
Fils d'un marchand d’œuvres d'art de Dortmund, Georg Wenker fréquenta le lycée de Düsseldorf entre 1867 et 1872 puis poursuivit ses études à Zürich, Bonn et Marbourg et soutint sa thèse en 1876 à l'Université de Tübingen « sur la mutation de la prononciation des syllabes du radical dans les langues germaniques. » L'année suivante, il est nommé archiviste à Marbourg. Il y entreprend la compilation d'un « Atlas linguistique de l'Empire allemand », désigné familièrement par la suite comme le Wenkeratlas. Cet ouvrage, à l'époque unique en son genre, est le prédécesseur du Deutscher Sprachatlas (de) mis à jour par son Institut. Jusqu'en 1880, il y trace géographiquement les mutations à travers le monde germanophone de 40 expressions (les Wenkersätze), dont les instituteurs de tout l'Empire allemand lui signalent les variantes régionales et dialectales.
En 1886, l'Académie royale de langue et littérature néerlandaises de Gand le nomme membre étranger honoraire. De 1888 à sa mort, Wenker occupera les fonctions de directeur de l'Institut de recherche sur la langue allemande de l'université de Marbourg.

## Œuvres
- Georg Wenker: Schriften zum „Sprachatlas des Deutschen Reichs“. Edition intégrale, compilée et mise à jour par Alfred Lameli, avec la coll. de Johanna Heil et de Constance Wellendorf. 3 vol. Hildesheim, New York et Zürich 2013f.
- Sprach-Atlas von Nord- und Mitteldeutschland. Auf Grund von systematisch mit Hülfe der Volksschullehrer gesammeltem Material aus circa 30000 Orten. (1881) Ire Partie, 1re livraison (6 cartes et un cahier). Strasbourg et Londres.
- Deutscher Sprachatlas. abrégé de l'« Atlas linguistique de l'Empire allemand » de G. Wenker initié par F. Wrede, complété et publié par W. Mitzka et B. Martin (1927–56). Marbourg.

## Voir également
- (de) « Publications de et sur Georg Wenker », dans le catalogue en ligne de la Bibliothèque nationale allemande (DNB).
- Biographie sommaire
- REDE − regionalsprache.de (projet d'édition numérique des Atlas Wenker)